# Halina Łach
Halina Łach (ur. w Węgorzewie) – pracownik naukowy  Uniwersytetu Warmińsko-Mazurskiego w Olsztynie.

## Życiorys
Absolwentka Studium Wychowania Przedszkolnego w 1979 roku. W 1986 roku ukończyła studia w Wyższej Szkole Pedagogicznej w Olsztynie na kierunku historia.  Była uczestnikiem seminarium doktoranckiego w Akademii Obrony Narodowej, a stopień doktora nauk humanistycznych uzyskała w 2002 roku w Wojskowym Instytucie Historycznym Akademii Obrony Narodowej. W 2014 uzyskała stopień naukowy doktora habilitowanego w zakresie nauk humanistycznych, dyscyplina historia, specjalność naukowa historia Polski XX wieku oraz historia systemów bezpieczeństwa.
Od 1991 roku interesuje się problematyką ochrony granic. Współpracuje w tym zakresie z Centrum Szkolenia Straży Granicznej w Kętrzynie. Obecnie pracuje w Zakładzie Stosunków Międzynarodowych w Instytucie Historii i Stosunków Międzynarodowych Uniwersytetu Warmińsko-Mazurskiego w Olsztynie.

## Publikacje
Prace:
- Działalność oświatowo-wychowawcza i kulturalna Korpusu Ochrony Pogranicza w latach 1924–1939, Olsztyn 2011;
- Bezpieczeństwo Polski w XX i XXI wieku. Wybrane założenia teoretyczne i sposoby realizacji, Olsztyn 2012 (redakcja);
- Zmiany w systemie ochrony polskiej granicy państwowej w latach 1989–2004, Olsztyn 2013.

Artykuły:
- Współpraca Pomorskiego Inspektoratu Okręgowego Straży Granicznej z organami administracji rządowej w walce z przestępczością graniczną w latach 1928–1939,w: 80 rocznica powstania Straży Granicznej II Rzeczypospolitej, Warszawa-Kętrzyn 2008;
- Polsko-rosyjska granica państwowa w drodze do Schengen, w: „Zeszyty Naukowe Wyższej Szkoły Oficerskiej Wojsk Lądowych” 2011, z. 3;
- Metodologia badań przemian systemu ochrony granicy Polski w latach 1989–2004, w: Wybrane problemy badawcze polskiej historii wojskowej, Toruń 2012;
- Udział funkcjonariuszy Straży Granicznej w szkoleniach w ramach projektów twinningowych w zakresie zwalczania korupcji przed wejściem Polski do Unii Europejskiej, w: „Journal of Modern Science”, T. 4/15/2012[3].